# Oenochroma polyspila
Oenochroma polyspila là một loài bướm đêm trong họ Geometridae.